# Витек II Старший
Витек II Старший (чеш. Vítek II. starší; до 1173 — 1236 год) — чешский дворянин из феодального рода Витковичей, основатель одной из ветвей этого рода — Витковичей из Крумлова, прадед будущего фактического правителя Чешского королевства Завиша из Фалькенштейна. Подкоморжий князя Чехии в 1195—1197 годах.

## Происхождение и герб
Витек II Старший (Senior) был старшим из четырёх или пяти сыновей Витека I из Прчице (ум. 1194), стольника при дворе чешского князя Собеслава II и родоначальника обширного рода Витковичей, разделившегося при его сыновьях на несколько больших самостоятельных феодальных родов. Сложность в исследовании биографии Витека Старшего заключается в том, что наряду с ним в источниках упоминаются два его младших брата того же имени — Витек III Младший и Витек IV из Клокот. Нельзя даже сказать однозначно, был ли Витек II перворождённым сыном Витека I из Прчице, но он определённо был старшим из трёх его сыновей, носивших имя Витек. Главным геральдическим символом герба Витека Старшего и его потомков была пятилепестковая роза, всегда присутствующая на печатях панов из Крумлова. Цветных изображений герба панов из Крумлова не сохранилось, о цвете этой розы известно лишь косвенно из летописи Бенеша Крабице из Вейтмиле (ум. 1375), в которой отмечается, что в 1283 году у Завиша из Фалькенштейна в гербе была роза зелёного цвета (arma sunt rosa viridis coloris). О цвете поля герба, на котором располагалась зелёная роза, данных не сохранилось, по мнению исследователей (например, Августа Седлачека), оно было серебряным.
С Витеком II, как и с его братьями и их отцом Витеком из Прчице, связана известное предание о «делении роз», корни которой уходят ко двору владаржа Рожмберкского дома середины XV века. Согласно преданию, Витек I при жизни разделил свои владения между своими пятью сыновьями, установив при этом каждому из сыновей в качестве геральдического символа пятилепестковые розы разного цвета.

## Служба при дворе князей и королей Чехии
В период правления чешских князей Йиндржиха Бржетислава и, вероятно, Владислава Йиндржиха Витек Старший занимал придворную должность княжеского подкоморжего (subcamerarius), ведавшего княжескими доходами от пошлин и штрафов, поступавших из княжеских городов и монастырей. В этой должности Витек II упоминается в княжеских грамотах, датированных 1195—1197 годами. Пришедший к власти в декабре 1197 года князь Пршемысл Отакар I удалил Витковичей, в том числе, и Витека Старшего от своего двора. 
Последующие события в Священной Римской империи, отразившиеся и на Чешском королевстве, заставили Пршемысла Отакара I искать поддержки в среде чешской аристократии, ранее не пользовавшейся его расположением. Длительная борьба за власть, развернувшаяся в империи между штауфенской партией и партией Вельфов, расколола феодальную знать империи и, в том числе, знать Чехии на два лагеря. Поскольку король Пршемысл Отакар был сторонником Штауфенов, часть феодальных родов Чехии, в частности, Дрславичи, перешли к нему в оппозицию. В этой ситуации король вынужден был воспользоваться поддержкой Витковичей, поддерживавших штауфенский лагерь, и вернуть их к своему двору. Первым свидетельством этого стало упоминание Витека Старшего и его брата Йиндржиха среди свидетелей в королевской грамоте, датированной апрелем 1211 года. В последующие три года Витек находится при дворе Пршемысла Отакара I и фигурирует в качестве свидетеля в королевских грамотах. В 1213 году среди дворян, сопровождавших короля Пршемысла Отакара во время его первой встречи с новым римским королём Фридрихом II Штауфеном, вновь были Витек Старший и Йиндржих.
15 января 1218 года в Книне Витковичи, как сказано в королевской грамоте, Витек Старший и Йиндржих с сыновьями и братьями, засвидетельствовали продажу Пршемыслом Отакаром I деревни Боенице Милевскому монастырю. В том же году верхнеавстрийский феодал Кальгох II фрн Фалькенштейн запросил у Милевского монастыря прислать монахов в основанный им монастырь в Шлегле. При содействии Витека II Старшего Милевский монастырь направил часть своих монахов в опустевший монастырь Шлегля. Очевидно, с тех самых времён завязываются близкие отношения крумловских Витковичей с австрийским родом Фалькенштейнов, что было связано, в частности, с тем, что через владения Витека Старшего проходили основные дороги из Чехии в Подунавье (одна из которых — в Шлегель). В январе следующего 1219 года Витек Старший выступил одним из шести поручителей в разразившемся споре пражского епископа Ондржея с королём и чешской феодальной знатью, открыто попиравшими установленные права чешской церкви. Спор после этого продолжался ещё два года и закончился компромиссом, достигнутым 2 июля 1221 года на Шацкой горе у моравско-австрийской границы при участии короля, епископа Ондржея, папского легата Григория Кресценцио, множества прелатов и влиятельнейших чешских феодалов и сановников (barones Boemie). Среди последних был и Витек Старший со своим братом Йиндржихом, занимавшим должность высочайшего маршалка королевства.
Таким образом, к концу своей жизни Витек II Старший принадлежал к виднейшим сановникам Чешского королевства, не занимая при этом, насколько это известно, никакой официальной должности при дворе. В 1228 году при совершении молодым королём Вацлавом I пожертвования монастырю в Литомишле доходов от взимания судебных штрафов первым в списке свидетелей этого акта стояло имя Витека Старшего, сына Виткова (Witkone antiquo filii Witkonis). Благодаря влиянию Витека Старого видное положение при королевском дворе в 20-х — 30-х годах XIII века заняли не только его сын Завиш из Неханиц, но и внуки Будивой и Витек, фигурировавшие в королевских грамотах того периода в качестве свидетеля. После смерти Пршемысла Отакара 15 декабря 1230 году Витек II и его братья стали опорой власти нового короля Вацлава I — уже 4 января 1231 года в Праге Витек с братьями Йиндржихом и Витеком Младшим (Witcone iuniore) выступили свидетелями в одной из первой грамот короля Вацлава, а в 1233 году сын Витека Старшего Завиш уже занимал должность королевского подкоморжего. В королевских грамотах, выданных в 1233 году в Кладруби и Милевско, Витек II вновь выступает свидетелем, причём в Милевской грамоте он фигурирует вместе с практически всем своим семейством — сыном Завишем, внуками Будивоем и Витеком и братьями Йиндржихом и Витеком Младшим, что свидетельствует о том, что все эти представители рода Витковичей в качестве придворных сопровождали Вацлава I в его поездке на юг Чехии.
Витек II Старший по средневековым меркам дожил до преклонных лет, но до последнего оставался у двора и сопровождал короля в его поездках, о чём свидетельствуют королевские грамоты. В 1234 году его имя стоит первым в списке свидетелей в двух грамот короля Вацлава и трёх грамотах моравского маркграфа Пршемысла. Последнее документальное упоминание о нём содержится в грамоте, выданной 17 августа 1236 года, где в качестве свидетелей указаны королевский подкоморжий Завиш и его отец Витек (Vitcone patre eius). Судя по всему, Витек Старший умер вскоре после этой даты.

## Земельные владения
От своего отца Витек Старший получил земли на юге Чехии вокруг Сепекова к юго-востоку от Милевско, которыми Витек, судя по всему, владел ещё при жизни Витека I. Юг Чехии в то время был ещё слабо заселён и очень медленно осваивался королевской властью. Сепеков оставался центром владений Витека II на протяжении всей жизни и именно из него им производилась последовательная колонизация близлежащих территорий Южной Чехии. Владения Витека Старого на западе — северо-западе граничили с владениями Милевского монастыря, с которым Витек установил дружественные отношения. Вскоре после 1185 года Витек II продал монастырю деревню Станьков, расположенную между Милевско и Сепековом, а в 1218 году Витек, очевидно, содействовал переселению группы милевских монахов в опустевший монастырь Шлегля. Колонизация новых территорий производилась Витеком Старшим вдоль торгового пути, соединявшего Южную Чехию с Верхней Австрией. Этот путь проходил через район Крумлова, далее через Светлик, затем через брод у Фримбурка и далее мимо Немецкого Рихнова у будущего замка Виткув-Камен к чешско-австрийской границе в направлении Рорбаха и монастыря Шлегля. Вероятно, район Крумлова уже находился во владении Витека II и активно осваивался им, поскольку именно у границ этого района остановилась колонизация необжитых территорий, осуществлявшаяся его братом Витеком Младшим. Вероятно, в качестве приданого за своей женой Витек Старший получил во владение земли в районе Неханице к востоку от Праги, которые ещё при жизни передал своему сыну Завишу.

## Семья
Витек II был женат на представительнице чешского феодального рода Марквартовичей, имя которой не сохранилось. Соглашение о заключении этого брака было достигнуто незадолго до вступления на престол князя Собеслава II в 1173 году. Согласно одной из теорий, жена Витека могла быть дочерью Завиша, младшего брата марквартовича Гержмана, занимавшего при Собеславе II должность маршалка, затем коморника. Одним из последствий этого брака якобы стало то, что на наиболее ранних печатях потомков Витека Старшего (например, на печатях Витека I из Крумлова) в качестве щитоносца изображался лев, бывший родовой геральдической фигурой Марквартовичей, а также то, что паны из Крумлова стали называть сыновей именем Завиш. Противники этой теории ссылаются на то, что геральдической фигурой Марквартовичей того периода был шагающий лев, а на ранних печатях панов из Крумлова изображался лев в прыжке. 
В браке у Витека Старшего родился, насколько известно из упоминаний в источниках, один сын — Завиш из Неханиц, впервые упоминающийся при королевском дворе в 1216 году и в дальнейшем занимавший должность королевского подкоморжего (в 1233—1236 годах). Сын Завиша Будивой I из Крумлова, женившись на Перхте фон Фалькенштейн, стал отцом будущего фактического правителя Чехии Завиша из Фалькенштейна.